# Greyhound Motors
Greyhound Motors Ltd. war ein britischer Hersteller von Automobilen und Motorrädern.

## Unternehmensgeschichte
Das Unternehmen aus Ashford begann 1904 mit der Produktion von Automobilen. Der Markenname lautete Greyhound. 1905 endete die Automobilproduktion. Motorräder entstanden zwischen 1905 und 1907.

## Automobile
Greyhound stellte Kleinwagen her. Zur Wahl standen Einbaumotoren von Antoinette mit 3,5 PS Leistung und von den Fafnir-Werken.